# Erno Vuorinen
Erno „Emppu” Matti Juhani Vuorinen (ur. 24 czerwca 1978 w Kitee) – fiński gitarzysta, znany przede wszystkim jako członek i założyciel symfoniczno - metalowego zespołu Nightwish.
Na gitarze zaczął grać w wieku 12 lat. W 1996 wraz z Tuomasem Holopainenem i Tarją Turunen założył zespół Nightwish. Na pierwszej płycie – Angels Fall First występował też w roli basisty, gdyż w tym czasie zespół nie posiadał jeszcze nikogo na tym stanowisku. Na kolejnych albumach grał już tylko na gitarze elektrycznej.
Vuorinen, oprócz Nightwisha, był też związany z dwoma fińskimi zespołami metalowymi: Altaria oraz Brother Firetribe.

## Instrumentarium
| - ESP Horizon - ESP EV-1 - ESP Eclipse in Vintage Black - Washburn CS-780 - LTD MH-400 guitars - Mesa Boogie Dual Rectifiers - Mesa Boogie Stereo 50 Amplifier - Marshall speaker cabinets A and B's - Beyerdynamic Opus 500 MKII Wireless - Sansamp PSA-1 Rack Preamp |  | - T.C. Electronics G-MAJOR - Jim Dunlop Cry Baby Volume/Wah - Digitech Whammy XP-100 - Boss FC-50 Midi Controller - Boss FS-5U Tap/Tempo pedal - Morley Volume/Wah pedal - Boss MT-2 - Strings DR LT-9...42 gauge - Strings DR MT-10...46 gauge |

## Dyskografia
Almah
- Almah (2006)